# Fausta inops
Fausta inops là một loài ruồi trong họ Tachinidae.